# Toadies
Toadies (también conocidos como The Toadies) es una banda de rock alternativo estadounidense, formada en Fort Worth, Texas, reconocidos especialmente por la canción "Possum Kingdom." La alineación clásica de la banda consistía en Vaden Todd Lewis en voz y guitarra, Mark Reznicek en la batería, Lisa Umbarger en el bajo y Darrel Herbert en guitarras. El grupo se formó en 1989 y se separó en el 2001 luego de que Umbarger abandonara la alineación. Años más tarde la banda se reformó y sacó un disco al mercado, No Deliverance en el 2008. En el 2010 relanzaron el álbum Feeler bajo el sello Kirtland Records. El álbum más reciente de la banda, Heretics, fue lanzado en septiembre de 2015.

## Integrantes

### Formación actual
- Vaden Todd Lewis - vocal, guitarra (1989 - 2001, 2006 - presente)
- Mark Reznicek - batería (1991 - 2001, 2006 - presente)
- Clark Vogeler - guitarra (1996 - 2001, 2006 - presente)
- Doni Blair - bajo (2006 - presente)

### Exintegrantes
- Guy Vaughan - batería (1989)
- Terry Valderas - batería  (1989)
- Dan Kruse - batería (1989)
- Michael Jerome "Michael Moore" - batería (1989 - 1990)
- Matt Winchel - batería (1990 - 1991)
- Tracey Sauerwein - guitarra (1991 - 1992)
- Charles Mooney III - guitarra (1989 - 1993)
- Darrel Herbert - guitarra (1992 - 1996)
- Lisa Umbarger - bajo (1989 - 2001)
- Mark Hughes - bajo (2006 - 2008)

## Discografía
- Rubberneck (1994)
- Hell Below/Stars Above (2001)
- No Deliverance (2008)
- Feeler (2010)
- Play.Rock.Music (2012)
- Heretics (2015)
- The Lower Side of Uptown (2017)